# Distretto di Kongwa
Il distretto di Kongwa è uno dei distretti in cui è amministrativamente suddivisa la regione di Dodoma in Tanzania.

## Suddivisione amministrativa
Il distretto è diviso nelle seguenti circoscrizioni (wards), tra parentesi gli abitanti (censimento 2022):
1. Chamkoroma (18 990)
2. Chitego (15 434)
3. Chiwe (30 099)
4. Hogoro (22 777)
5. Iduo (15 244)
6. Kibaigwa (50 054)
7. Kongwa (15 351)
8. Lenjulu (28 622)
9. Makawa (11 631)
10. Matongoro (11 513)
11. Mkoka (16 329)
12. Mlali (28 218)
13. Mtanana (16 435)
14. Nghumbi (15 778)
15. Ngomai (14 319)
16. Njoge (10 757)
17. Pandambili (13 079)
18. Sagara (28 536)
19. Sejeli (27 312)
20. Songambele (23 342)
21. Ugogoni (22 621)
22. Zoissa (7 426)